# 太原路 (上海)
太原路是上海市徐汇区的一条街道，南北走向，北起汾阳路，南至肇嘉浜路。长990米，宽15米到23米。

## 历史
太原路原名台拉斯脱路（Route Delastre），由上海法租界公董局修筑于1918年到1921年，得名于旅沪法侨台拉斯脱（Delastre）。1943年汪精卫政府接收租界时改名太原路。
沿路两侧多为三至四层的新式里弄及花园住宅，1930～1938年建有台拉别墅、双梅村、大陆新村和1947年建造的有友宁村，以及160号狄百克洋行住宅（今瑞金宾馆太原分馆）等。
1980年代初期，集邮爱好者在位于肇嘉浜路太原路口的街心花园自发形成邮票交换点，1988年8月14日，徐汇区政府批准设立太原路邮票交换市场，后扩大为邮币交换市场，有200余摊位，为全国四大邮市之一。1997年2月太原路邮市整体搬入位于大木桥路的云洲商厦。
太原路上有家名叫「上海阳台」的小店，小店的樓頂陽台樹立了個類似上海道路指示牌的路牌，上面寫著「我在上海阳台等你」。

## 沿线优秀历史建筑
- 太原路50号：三德堂，巴黎外方传教会办事处
- 太原路160号：狄百克洋行住宅
- 太原路4弄：住宅
- 太原路50弄1-2号，56弄1-4号，64弄1-4号：并立式住宅
- 太原路238号：住宅

## 上海市文物保护单位
| 文物保护单位名称         | 文物保护单位名称         | 批次   | 公布日期 | 街道镇乡   | 地点        | 年代   | 类别                       | 照片 |
| ------------------------ | ------------------------ | ------ | -------- | ---------- | ----------- | ------ | -------------------------- | ---- |
| 蒲石公馆旧址（太原别墅） | 蒲石公馆旧址（太原别墅） | 第八批 | 2014.4.4 | 天平路街道 | 太原路160号 | 1928年 | 近现代重要史迹及代表性建筑 |      |

## 徐汇区登记不可移动文物
| 登记不可移动文物名称 | 地址        | 公布日期   | 照片 |
| -------------------- | ----------- | ---------- | ---- |
| 太原路200号住宅      | 太原路200号 | 2008.12.10 |      |

## 徐汇区文物保护点[5]
| 序号 | 名称                 | 地址             |
| ---- | -------------------- | ---------------- |
| 136  | 台拉别墅             | 太原路177、181弄 |
| 137  | 太原路199弄1-6号住宅 | 太原路199弄1-6号 |
| 138  | 太原路8、18弄住宅    | 太原路8、18弄    |

## 沿线设施（北向南）
- 上海市工艺美术博物馆
- 复旦大学附属眼耳鼻喉科医院
- 上海枫叶交响幼儿园
- 天平街道社区卫生服务中心
- 上海科技大学(岳阳路校区)

## 交会道路（北向南）
- 汾阳路
- 永康路
- 永嘉路
- 建国西路
- 肇嘉浜路